# Alunitdağ
Alunitdağ (ryska: Алунитдаг) är en ort i Azerbajdzjan.   Den ligger i distriktet Daşkəsən Rayonu, i den västra delen av landet, 300 kilometer väster om huvudstaden Baku. Alunitdağ ligger 1 653 meter över havet och antalet invånare är 857.
Terrängen runt Alunitdağ är huvudsakligen kuperad, men österut är den bergig. Närmaste större samhälle är Yukhary-Dashkesan, 2,5 kilometer öster om Alunitdağ.
Trakten runt Alunitdağ består till största delen av jordbruksmark. Runt Alunitdağ är det ganska glesbefolkat, med 31 invånare per kvadratkilometer.